# Правда о щелпах
«Пра́вда о щелпа́х» — фильм режиссёра Алексея Мурадова.

## Сюжет
Трое бывших одноклассников встречаются после долгой разлуки на похоронах старушки — бывшей соседки и отправляются вместе странствовать по родному городу, «воскрешая» по пути собственное прошлое.

## В ролях
| Актёр               | Роль     |
| ------------------- | -------- |
| Камиль Тукаев       | Андрей   |
| Алексей Шлямин      | Толик    |
| Леонид Окунев       | Зёма     |
| Дмитрий Кошкин      | Даня     |
| Евгений Горенбург   | Гарик    |
| Сергей Гамов        | Боренька |
| Надежда Озерова     | Анна     |
| Ирина Язвинская     | Софья    |
| Юрий Алексеев       | эпизод   |
| Вероника Белковская | эпизод   |
| Александр Пантыкин  | эпизод   |
| Илья Скворцов       | эпизод   |
| Сергей Фёдоров      | эпизод   |
| Сергей Колесов      | эпизод   |
| Леонид Платонов     | эпизод   |
| Сергей Белов        | эпизод   |

## Съёмочная группа
- Сценарий: Алексей Мурадов, Леонид Порохня
- Режиссёр-постановщик: Алексей Мурадов
- Оператор-постановщик: Роберт Филатов
- Художники-постановщики: Евгений Потамошнев, Валерий Лукинов
- Композитор: Александр Пантыкин
- Редактор: Нелли Аржакова

## Критика
…Если «Змей» был тяжелой правдоподобной драмой, то его (Алексея Мурадова) вторая картина «Правда о щелпах» удивляет скорее намеренным запудриванием зрительских мозгов и желанием режиссёра походить одновременно на слишком многих мастеров этого дела. В этой абсурдистской комедии есть приятные и остроумные детали, однако в целое они не складываются, и 129 минут картины остаются самым утомительным впечатлением «Кинотавра».
— Лидия Маслова, «Коммерсантъ» № 101, 2003

## Награды
- 2003 — приз на XIV Открытом российском кинофестивале «Кинотавр» трём исполнителям главных ролей.